# شهرستان ورویه
شهرستان ورویه (به فرانسوی: Verviers) در استان لیئژ در منطقه فدرال والوون در کشور بلژیک واقع شده‌است.

## شهرها
1. امل
2. لاوب
3. بئولان
4. بولنژان
5. بورگ-رولان
6. بوتژانبک
7. دیزون
8. اوپان
9. ارو
10. ژله
11. کلمی
12. لیرنو
13. لیمبورگ
14. لونتزان
15. ملمودی
16. اولن
17. پوپنسته
18. پلومبیر
19. رئران
20. سن ویت
21. سپه (بلژیک)
22. ستوولو
23. ستومون
24. تو
25. تیمیسته-کلرمون
26. تروآ-پون
27. ورویه
28. اوئم
29. اوئلکونرئت